# يوكو ميامورا
يوكو ميامورا (宮村優子 ميامورا يوكو) هي ممثلة يابانية ولدت في 4 ديسمبر 1972 في كوبي.

## أدوارها في الأنمي

### مسلسلات أنمي تلفزيونية
- نيون جينيسيس إيفانجيليون - أسكا لانغلي سوريو
- بيرسيرك - كاسكا
- المحقق كونان - كازوها توياما
- محققو أكاديمية كلامب - أوتاكو أوكاوا
- دراغون بول Z - مارون
- بوكيمون - ويتني
- أوتلو ستار - إيشا كلانكلان
- اللعبة الكبرى - شهد
- غريت تيتشر أونيزوكا - ناناكو ميزوكي

### أفلام أنمي
- إيفانجيليون: الموت والبعث - أسكا لانغلي سوريو
- نهاية إيفانجيليون - أسكا لانغلي سوريو
- إيفانجيليون: 2.0 أنت (لا) تستطيع التقدم - أسكا لانغلي شيكينامي
- إيفانجيليون: 3.0 أنت (لا) تستطيع الإعادة - أسكا لانغلي شيكينامي
- سلسلة أفلام المحقق كونان - كازوها توياما
- روروني كينشين: قداس للإيشين شيشي - تاكاتسكي توكي

## أدوارها في ألعاب الفيديو
- كينجدوم هارتس 358/2 دايز - لاركسين

## وصلات خارجية
- يوكو ميامورا على موقع IMDb (الإنجليزية)
- يوكو ميامورا على موقع ميوزك برينز (الإنجليزية)
- يوكو ميامورا على موقع أول موفي (الإنجليزية)
- يوكو ميامورا على موقع ديسكوغز (الإنجليزية)
- يوكو ميامورا على موقع قاعدة بيانات الفيلم (الإنجليزية)
- يوكو ميامورا على موقع ANN person (الإنجليزية)